# Iosactinidae
Iosactinidae é uma família de anémonas do mar pertencentes à ordem Actiniaria.
Géneros:
- Iosactis Riemann-Zürneck, 1997